# Cabinet Müller I (Sarre)
Pour les articles homonymes, voir Cabinet Müller.
 (avril 2023).
Si vous disposez d'ouvrages ou d'articles de référence ou si vous connaissez des sites web de qualité traitant du thème abordé ici, merci de compléter l'article en donnant les références utiles à sa vérifiabilité et en les liant à la section « Notes et références ».
Sarre
Klimmt Müller II
Le premier cabinet de Peter Müller (Kabinett Müller I) était le gouvernement du Land de Sarre du 29 septembre 1999 au 6 octobre 2004.
Il était dirigé par le chrétien-démocrate Peter Müller et était soutenu par la seule Union chrétienne-démocrate d'Allemagne.
Il a succédé au cabinet Klimmt et a été remplacé par le cabinet Müller II.

## Composition
| Poste                                                                 | Ministre                   | Ministre                         | Parti |
| --------------------------------------------------------------------- | -------------------------- | -------------------------------- | ----- |
| Ministre-président                                                    |                            | Peter Müller                     | CDU   |
| Ministre des Finances et des Affaires fédérales                       |                            | Peter Jacoby                     | CDU   |
| Ministre de l'Intérieur et des Sports                                 |                            | Klaus Meiser jusqu'au 13/12/2000 | CDU   |
| Ministre de l'Intérieur et des Sports                                 | Annegret Kramp-Karrenbauer |                                  | CDU   |
| Ministre de l'Économie                                                |                            | Hanspeter Georgi                 | CDU   |
| Ministre de la Justice                                                |                            | Ingeborg Spoerhase-Eisel         | CDU   |
| Ministre de l'Éducation, de la Culture et de la Science               |                            | Jürgen Schreier                  | CDU   |
| Ministre des Femmes, du Travail, de la Santé et des Affaires sociales |                            | Regina Görner                    | CDU   |
| Ministre de l'Environnement                                           |                            | Stefan Mörsdorf                  | Sans  |